# Ripella platypodia
Ripella platypodia – gatunek ameby należący do rodziny  Vannellidae z supergrupy Amoebozoa według klasyfikacji Cavaliera-Smitha.
Forma pełzająca jest kształtu wachlarzowatego często z zaakcentowanym ogonem. Hialoplazma zajmuje 2/3 lub więcej całkowitej długości pełzaka, tylny koniec ciała trójkątny. Osobnik dorosły osiąga wielkość 10 – 30 μm. Posiada pojedyncze jądro o średnicy 3,4 – 5 μm z centralnie umieszczonym okrągłym jąderkiem.
Forma swobodnie pływająca posiada długie zwężające się pseudopodia.
Występuje w wodach słodkich.